# Andrianam
Andrianam là một chi bướm đêm thuộc họ Noctuidae.